# Chó cắn

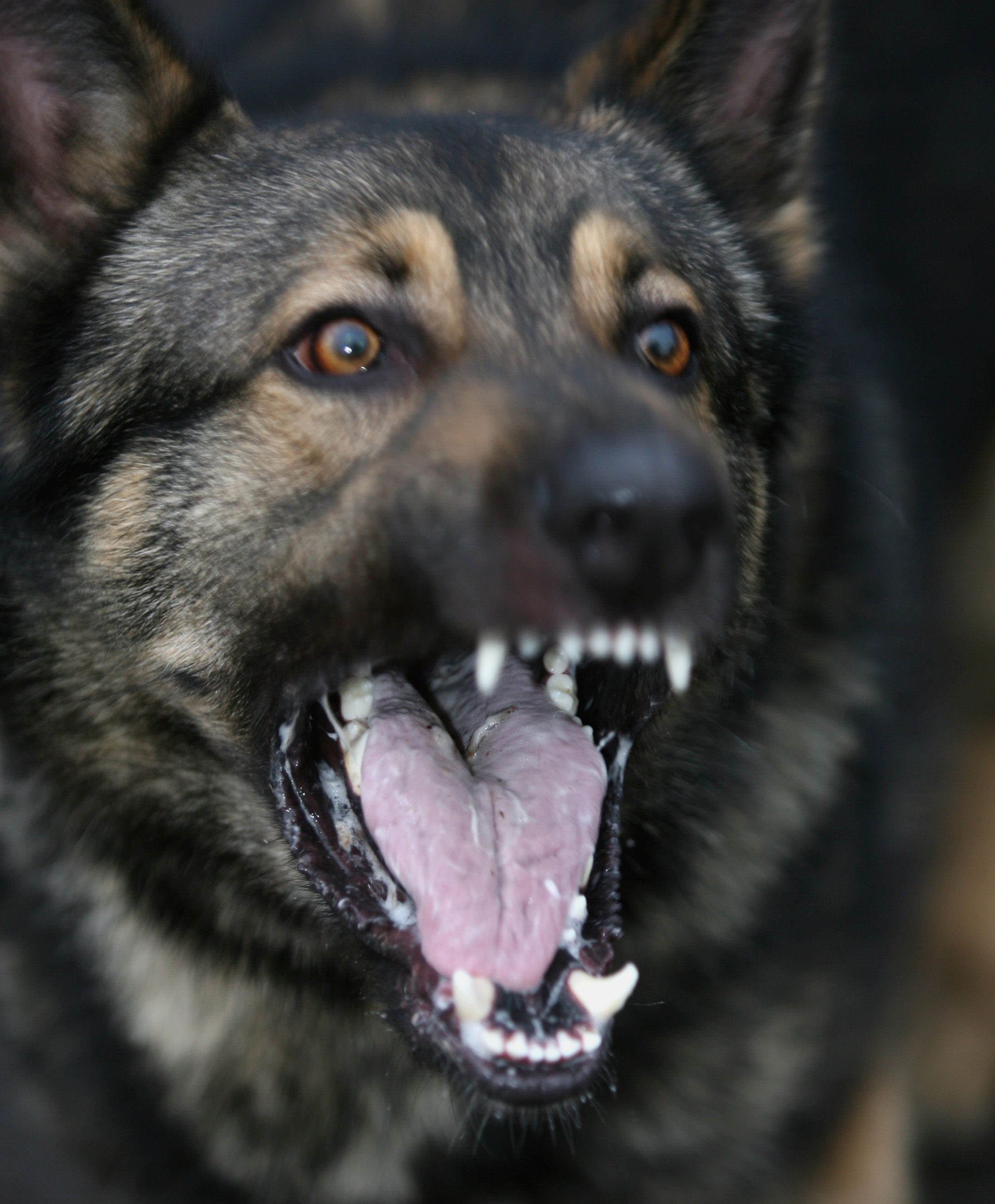
Một con chó chăn cừu Đức, một giống chó nổi tiếng với hành vi cắn người.

Chó cắn là những cuộc tấn công mà chó gây ra cho con người hoặc các động vật khác. Những con chó này có thể là chó nhà hay chó hoang, chó thả rông không ai quản lý. Chó cắn là hiện tượng khá phổ biến trong xã hội do mức độ gắn bó chặt chẽ giữa chó và người trong đời sống hàng ngày và hiện tượng này trở nên phổ biến, tâm điểm trong truyền thông thế kỷ XX và XXI nó còn được coi là một loại tai nạn thường hay gặp tại cộng đồng. Ở Việt Nam có nhiều trường hợp trẻ bị chó cắn nát mặt hoặc đứt hẳn bộ phận sinh dục.

## Tình hình chung

### Thống kê
Thông thường, ở thành phố, những con chó bị nhốt lâu trong chuồng thường cuồng chân, nên khi bị sổng ra dễ chạy nhảy khắp nơi và cắn lung tung, nguy hiểm nhất là những con đã quen được cho ăn thịt sống. Tại Hoa Kỳ nơi được ghi nhận là có khoảng hai phần trăm dân số Hoa Kỳ tương đương với 4,7 triệu người bị chó cắn mỗi năm, Trong những năm 1980 và 1990 ở Mỹ trung bình 17 trường hợp tử vong mỗi năm, trong khi ở những năm 2000 này đã tăng lên đến 26%, trong đó 77% chó cắn là từ những con vật cưng của gia đình hoặc bạn bè và 50% các cuộc tấn công xảy ra trên tài sản của chủ sở hữu chó. Một thống kê khác cho thấy mỗi năm có 30 - 35 người chết ở Mỹ vì bị chó cắn.
Tại Anh, mỗi năm có hơn 200.000 người bị chó cắn làm tiêu tốn chi phí y tế tới 3 triệu bảng. Cụ thể là mỗi năm có chừng 28.000 người bị chó cắn vào mặt, 19.000 trong số đó phải phẫu thuật thẩm mỹ để khôi phục dung nhan, nạn nhân phần nhiều là trẻ em và nhân viên đưa thư. Năm 2004 nước Anh có 2.652 người phải nhập viện vì bị chó cắn thì năm 2008 con số này tăng gấp đôi (5.221 người). Tại Luân Đôn, nếu năm 2003 chỉ có 58 trẻ em vào viện vì bị chó cắn thì năm 2008 con số này lên tới 496 trẻ. Từ năm 2005, ở Anh đã có 16 người bị chó cắn chết (trẻ em chiếm phần lớn). Hiện trung bình mỗi tuần có hơn 100 nạn nhân bị chó cắn nhập viện, tăng 66% so với 10 năm trước. Chưa kể hàng trăm con chó lành, chó hỗ trợ người tàn tật và các loại thú nuôi khác bị cắn chết mỗi năm.
Một thống kê ở Việt Nam cho thấy, trong 110 trường hợp tử vong do chó dại cắn trên cả nước Việt Nam trong năm 2011 thì có đến hơn 40 nạn nhân dưới 14 tuổi. Vị trí mà trẻ thường bị chó tấn công là đầu, cổ và mặt. Nguyên nhân dẫn đến tình trạng là do trẻ 5-14 tuổi thường đùa nghịch với vật nuôi và chiều cao của cơ thể của nhiều trẻ chưa phát triển nên khi chó cắn thường bị thương ở các vị trí đầu cổ và mặt, khi trẻ em, kể cả người lớn bị chó cắn thì hậu quả về sức khỏe, tinh thần và thẩm mỹ do vết cắn của chó để lại là vô cùng nặng nề, bởi vết thương do chó cắn thường làm da bị xé rách nên dễ nhiễm các loại tạp khuẩn, đặc biệt là virus bệnh dại từ nước bọt và virus uốn ván từ móng của con chó. Những trường hợp bị chó cắn thường là trẻ em, vị trí bị tổn thương thường là vùng mặt nên rất nguy hiểm cho trẻ. Ngoài sự nguy hại về vị trí tổn thương, một điều đáng lo ngại nữa là bệnh dại.

### Tính chất
Chó cắn người ở nhiều mức độ khác nhau từ vết trầy xước nhẹ cho đến những vết cắn nặng hơn và có thể gây chết người, có trường hợp nạn nhân bị tử vong do chó dại cắn xảy ra ở nhiều địa phương do sự tấn công dữ dội, nhất là đối tượng trẻ em bị chó cắn thì có nguy cơ tổn thương càng lớn nhất là những con chó thuộc giống chó tây to lớn cắn đến mức toác đầu, đứt cánh tay, nguy hiểm đến tính mạng trẻ em. Ngoài ra chó cắn cũng có thể dẫn đến nguy cơ con người bị bệnh dại do bị chó dại cắn. Chó cắn gây ra nhiều hậu quả về sức khỏe, quan hệ cộng đồng, tình làng nghĩa xóm, và đặc biệt là về mặt pháp lý. Theo quy định của Bộ Luật dân sự Việt Nam thì chủ sở hữu súc vật phải bồi thường thiệt hại do súc vật gây ra cho người khác, nếu người bị thiệt hại hoàn toàn có lỗi trong việc làm súc vật gây thiệt hại cho mình thì chủ sở hữu không phải bồi thường.
Một số người cho rằng giống chó chăn cừu Đức có tiếng hay cắn và vì lý do đó bị cấm ở một số nơi. Tuy nhiên, chó chăn cừu Đức là một trong năm giống chó được ưa chuộng nhất tại Mỹ, và các chú chó được huấn luyện chu đáo cũng như được làm quen với người có tiếng là an toàn. Tại Mỹ, có nguồn cho rằng chó chăn cừu Đức hay cắn hơn các giống chó khác, và có lẽ hay tấn công các giống chó nhỏ hơn. Một báo cáo tại Úc năm 1999 đưa ra thống kê cho thấy chó chăn cừu Đức là giống chó hay cắn người vào hàng thứ ba tại một số địa phương tại Úc. Tuy nhiên một nghiên cứu kéo dài 24 năm tại Mỹ cho thấy chó chăn cừu Đức không chiếm đa số trong các vụ tấn công người tại Mỹ
Theo Trung tâm phòng chống và kiểm soát dịch bệnh Hoa Kỳ, "không có cách nào xác định chính xác số lượng chó của mỗi giống, và do đó không thể nào kiểm định chính xác giống chó nào dễ cắn và giết người hơn." Tương tự vậy, theo Hiệp hội bác sĩ thú y Hoa Kỳ, "có vài lý do vì sao khó xác định tỷ lệ cắn người của một giống hay so sánh tỷ lệ giữa các giống. Thứ nhất, giống chó có thể được báo cáo sai, và chó lai thường được báo là chó thuần chủng. Thứ hai, số vụ cắn người diễn ra tại một địa phương thường không được biết đến, nếu như không phải là vụ gây thương tích nghiêm trọng. Thứ ba, số lượng chó của một giống tại một địa phương không được biết rõ, vì ít khi tất cả các chú chó đều được đăng ký, và số liệu đăng ký hiện tại không hoàn tất."
Thêm vào đó, các nghiên cứu dựa trên số vụ cắn người của chó được "báo cáo", khiến cho chương trình tivi National Geographic Channel, The Dog Whisperer, kết luận rằng các giống chó nhỏ thường hay cắn người hơn các giống chó lớn, nhưng thường không được báo cáo. Thêm vào đó, theo chương trình ti-vi Geographic Channel, Dangerous Encounters, lực cắn của chó chăn cừu Đức là 108 kg (so với chó Rottweiler, 136 kg, chó Pit bull, 106.5 kg, chó Labrador Retriever, khoảng 56.6 kg, hoặc con người khoảng 77 kg), nghĩa là cần ghi nhận tác động của vết cắn và thương tích gây ra, và ghi nhận sự khác biệt giữa một vụ chó tấn công người với đặc tính "hung dữ" của chó.

## Phòng tránh

### Phòng vệ
Những giống chó nuôi giữ nhà như chó chăn cừu Đức, Rottweiler, Doberman, Ngao Tạng thường có đặc tính hung dữ và khôn lanh. Nó không thích và thường tấn công người ăn mặc luộm thuộm, tóc nhuộm, đi dép lẹp xẹp, giọng nói âm lượng lớn. Khi sắp xông vào ai, chó thường nhìn thẳng vào mắt người đó, thân chồm về trước, nhe răng, gầm gừ... Chúng biết con người hay dùng tay, chân để chống trả nên trước tiên chó thường cắn tay, chân của nạn nhân, kế đến là cổ. Khi sắp bị chó tấn công thì nên đứng im, đừng bỏ chạy, còn bị tấn công thì không nên chống trả, bởi bản tính hung dữ, nếu bị đối phương kháng cự thì chó càng dữ tợn, cắn mạnh. Hãy nhanh chóng nằm úp mặt xuống đất, hai bàn tay đan xen để sau cổ, khuỷu tay che kín tai để không bị ảnh hưởng nhiều đến các bộ phận quan trọng của cơ thể.
Không được động đậy, đồng thời hãy la to kêu cứu. Hoặc nếu có bức tường thì đứng im, mặt úp và dựa người vào tường. Nếu gần đó có cây cối thì nhanh chóng trèo lên. Trường hợp biết bơi, nếu có hồ nước thì nhảy xuống. Những cách trên chỉ hạn chế thương tật do bị chó tấn công. Ngoài ra có thể kêu đại tên của chúng chẳng hạn như ky, lu, nich, giôn..., nếu kêu đúng tên, nó sẽ tạm thời khựng lại. Muốn cứu một người đang bị chó tấn công thì phải thật bình tĩnh. Tìm một đoạn cây cứng, vừa giả vờ tấn công chó, vừa lùi chậm về sau. Cách này nhằm mục đích thu hút chó về phía mình để người bị chó cắn có thời gian thoát thân. 

### Phòng ngừa
Những con chó ngoại nhập thường rất dễ phản chủ, tức là cắn luôn cả chủ và những người trong nhà hay hàng xóm nếu không tìm hiểu và nuôi dạy đúng cách, do đó khi nuôi cần tìm hiểu về giống chó đó từ tính tình cha mẹ, ông bà nó và cuối cùng, phải hiểu tính tình con chó mình đang nuôi. Tuy rằng những giống chó dữ đã được nhân giống sàng lọc để tính tình hiền hơn, thích hợp với cuộc sống con người hiện nay. Một số giống chó đã hiền hơn rất nhiều so với tổ tiên của nó, nhưng bản năng vẫn còn tiềm ẩn, bản năng hung dữ của chúng có thể trỗi dậy bất ngờ nếu bị đánh thức hay bị kích thích.
Biện pháp quan trọng là các gia đình có vật nuôi trong nhà cần hết sức cẩn trọng, súc vật phải được tiêm chủng đầy đủ, có rọ mõm an toàn và luôn trong tầm kiểm soát của chủ. Đối tượng trẻ nhỏ cần luôn được người lớn trông nom, chăm sóc cẩn thận, không được để các bé ở một mình, dù bất cứ khi nào, ở đâu, kể cả trong thời gian ngắn. Cần có những quy định của pháp luật để điều chỉnh hoạt động nuôi chó, mèo và các vật nuôi khác, đặc biệt là các loại thú vật hung dữ. Chủ nuôi chó phải thường xuyên xích chó, nuôi chó trong nhà, không được thả rông để chó cắn người. Ở các thành phố, thị xã, thị trấn, khu dân cư, khi dắt chó ra nơi công cộng phải có dây xích, phải đeo rọ mõm...

### Sơ cứu

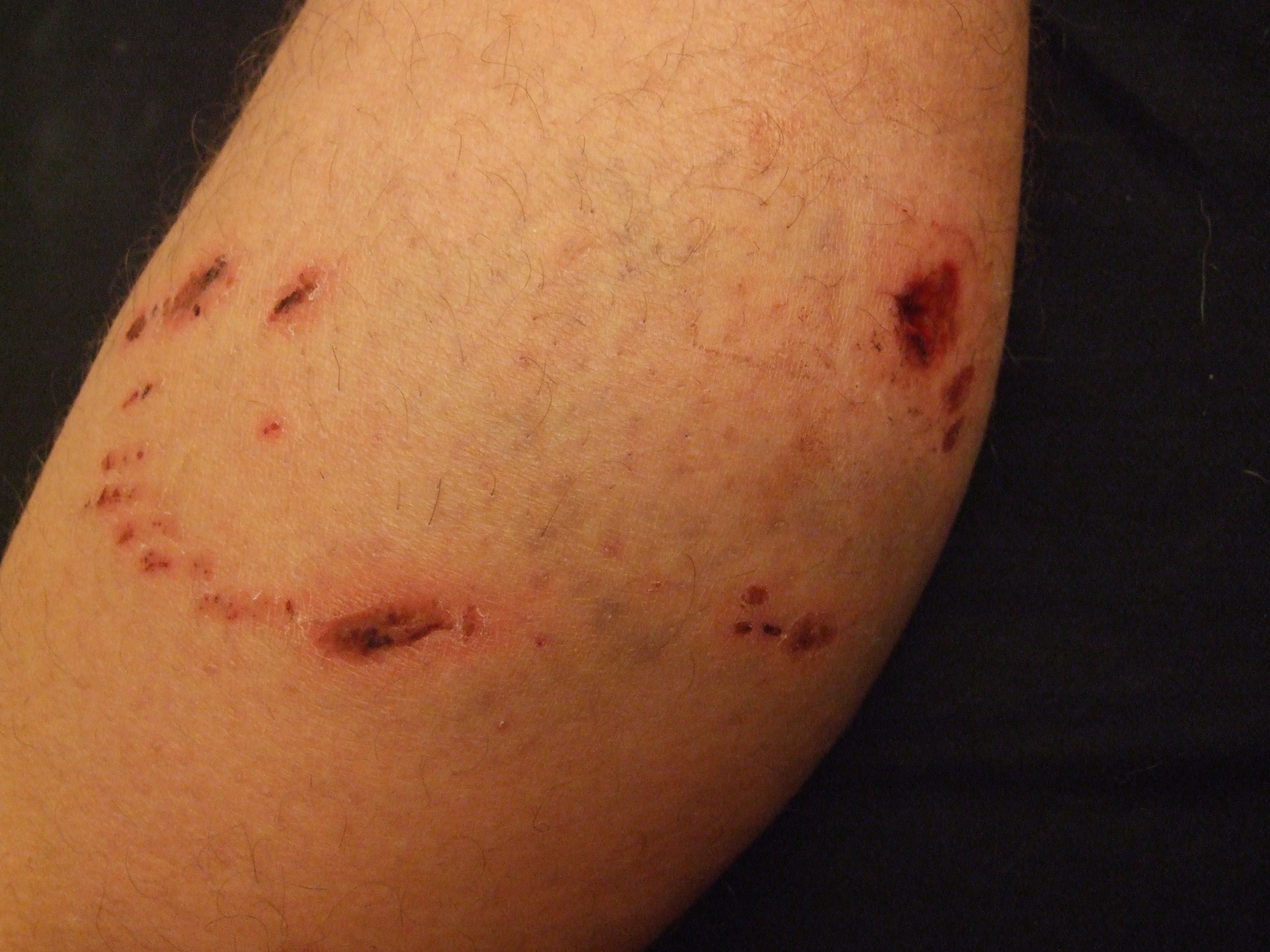
Một vết cắn do chó gây ra

Nếu có con bị chó cắn, việc đầu tiên cần làm là đưa ngay bé tới bệnh viện hoặc cơ sở y tế gần nhất. Vết chó cắn cực kỳ nguy hiểm, nhất là chó đi lạc. Cũng không được xem thường nếu con chó đó là vật nuôi trong nhà vì chúng vẫn mang một lượng bệnh và mầm bệnh trong miệng. Điều quan trọng trước tiên là làm sạch vết thương do chó cắn.
Đầu tiên là đưa nạn nhân rời xa ra khỏi con chó và theo dõi con chó đó trong thời gian từ 7 đến 15 ngày, nên giữ, nhốt con chó lại để theo dõi, không nên giết ngay con chó vì sẽ làm mất khả năng theo dõi. Sơ cứu vết thương bằng cách rửa vết cắn với nước xà phòng, người sơ cứu phải chú ý đeo găng tay và dùng bàn chải cọ khi rửa. Có thể sát khuẩn tại chỗ bằng nước muối hoặc dung dịch sát khuẩn để rửa vết thương, dùng băng bó lại vết thương và chuyển nạn nhân đến cơ sở y tế.
Các trường hợp phải tiêm vaccine phòng bệnh dại cho nạn nhân khi con chó cắn bị nghi ngờ mắc bệnh dại hoặc biết chắc chắn con chó cắn là chó dại. Các trường hợp bị chó cắn vào vùng đầu, mặt, cổ, bàn tay hoặc bị nhiều vết cắn cũng được khuyến cáo tiêm vaccine phòng bệnh dại. Tuy nhiên không nhất thiết khi bị chó cắn là phải tiêm phòng mà cần theo dõi con chó đó.

## Pháp lý
Theo quy định ở một số nước thì trong thực tiễn, người nuôi chó sẽ phải bồi thường nếu để chó cắn người khác. Nuôi chó nhưng thả rông sẽ bị phạt tiền, để cắn người sẽ phải bồi thường chi phí. Ngoài việc tiêm phòng ngừa dại bắt buộc, chó dữ phải được rọ mõm khi dắt nơi công cộng. Cá nhân nuôi chó phải thường xuyên xích chó, nuôi chó trong nhà, không được thả rông, để chó cắn người. Ở các thành phố, thị xã, thị trấn, khu dân cư, khi dắt chó ra nơi công cộng phải có dây xích, phải rọ mõm (đối với loài chó dữ) và có người dắt. Không để chó đi lang thang ngoài đường phố làm mất vệ sinh nơi công cộng.
Ở Việt Nam, pháp luật có quy định việc nuôi chó phải đăng ký với trưởng thôn hoặc tổ trưởng tổ dân phố để lập danh sách trình Ủy ban nhân dânn phường, xã cấp sổ quản lý chó đồng thời phải chấp hành quy định tiêm phòng bệnh dại định kỳ và bổ sung của cơ quan thú y. Thường xuyên xích chó, nuôi chó trong nhà, không được thả rông, để chó cắn người và tại các thị xã, thị trấn, khu dân cư khi dắt chó ra nơi công cộng phải có dây xích, phải rọ mõm và có người dắt, không để chó đi lang thang ngoài đường phố làm mất vệ sinh nơi công cộng và chịu mọi trách nhiệm khi để chó chạy rông cắn người hoặc cản trở phương tiện giao thông gây tai nạn.

## Trong văn hóa
Trong tiếng Việt có một số thành ngữ, tục ngữ liên quan đến việc chó cắn như:
- Chó cắn áo rách: Chỉ về hoàn cảnh bi đát lại gặp xui rủi
- Chó cùng cắn dậu: Chỉ về hoàn cảnh đường cùng
- Chó cùng dứt đau: Chỉ về hoàn cảnh đường cùng và phản ứng dữ dội
- Chó dữ mất bạn hiền: Chỉ về quan hệ xã hội
- Vợ dữ mất họ, chó dữ mất láng giềng: Chỉ về quan hệ xã hội
- Chó khôn chớ cắn càn: Một câu đối của Trạng Quỳnh
- Hai chó cắn nhau cùng rách miệng: Chỉ về sự tương tàn gây hậu quả cho cả hai một cách mù quáng.